# Leptura aethiops
Leptura aethiops es una especie de escarabajo del género Leptura, familia Cerambycidae. Fue descrita científicamente por Poda en 1761.
Habita en Corea, Bélgica, Francia, Japón, Suiza, Países Bajos, Rusia, Alemania, Estonia, Dinamarca, Luxemburgo, Polonia, Austria, Ucrania, Lituania, Bielorrusia, Checa, Bulgaria, China, Grecia, Letonia y Eslovenia.

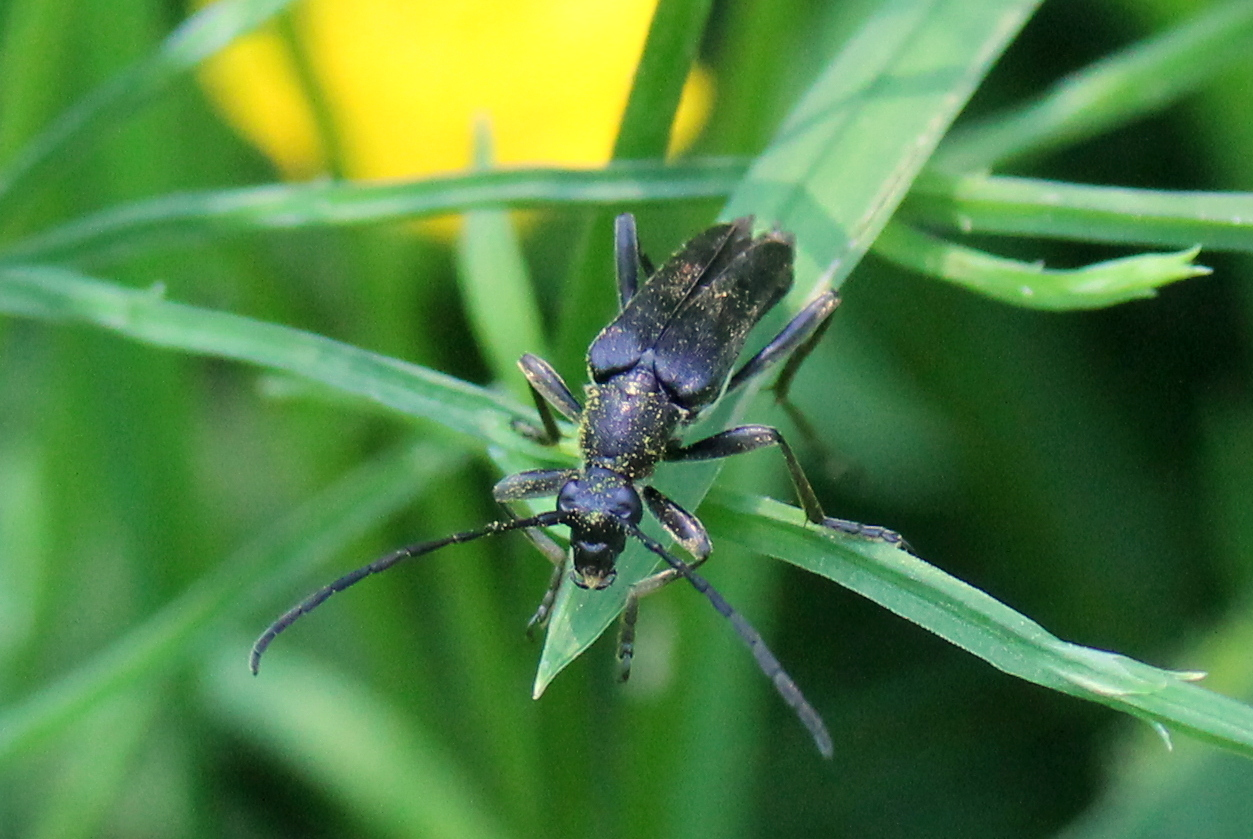
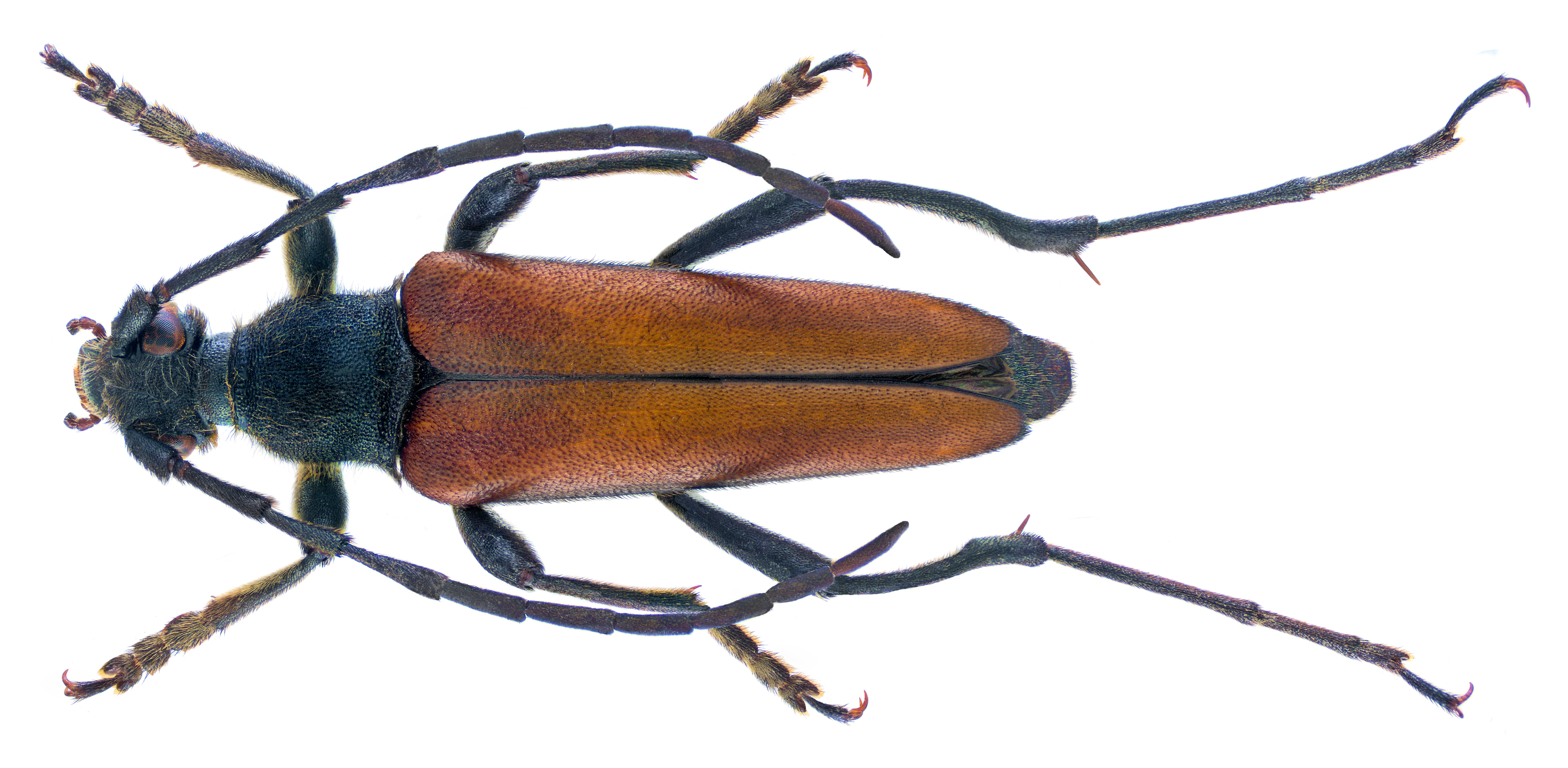
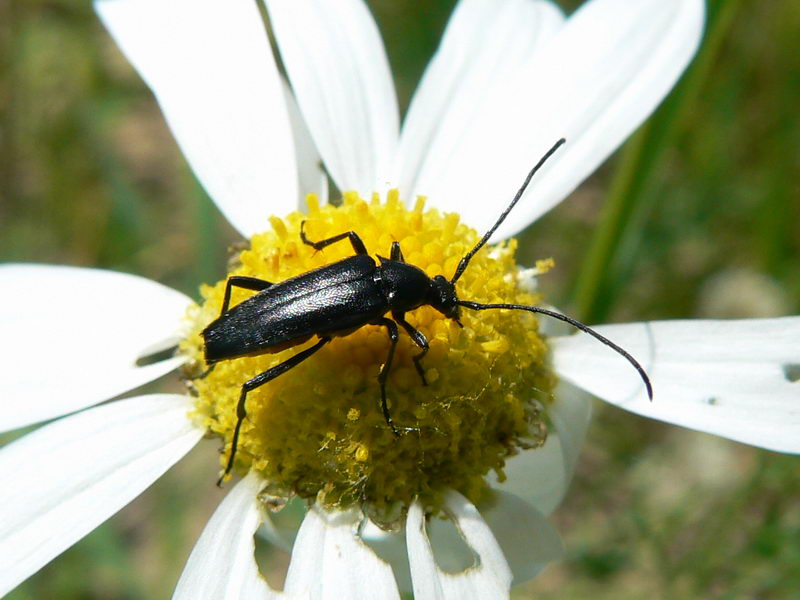
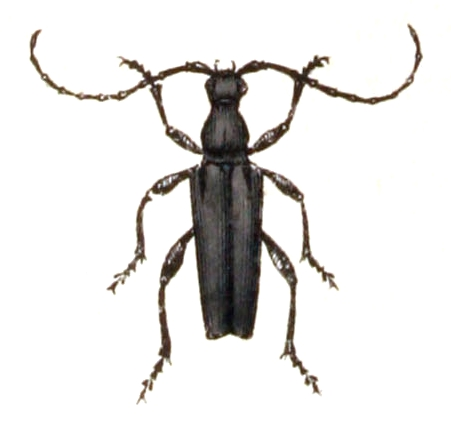